# がうる・ぐら
がうる・ぐら（英: Gawr Gura）は、アメリカ合衆国出身の元バーチャルYouTuber、元ゲーム実況者。「ホロライブEnglish」内のグループ「Myth（神話）」のメンバーとして活動していた。「がうる・ぐら」は2020年度のネット流行語100に選出された。

## 概要
誕生日は6月20日。身長141センチ。デザインは甘城なつきが担当した。
ファンネームは「chumbuds」。
日本での愛称は「サメちゃん」。初配信で「サメでーす」と日本語で挨拶した事、最初の発言が「a(あ)」だった事から視聴者からはよく彼女の愛称として用いられる。山下達郎を始めとするJ-POPのファンで、よくカラオケで歌う。抜群のリズム感で音楽ゲームを得意としている一方で、ホラー系は若干苦手だという。
アトランティスの末裔で、年齢は九千歳超え。海底に退屈さを感じて陸上にやって来た。海の生物と会話をするのが好きで、サメの形をしたファッションは日本で購入したものである。

## 略歴
- 2020年
  - 9月9日、Twitterでの活動開始。
  - 9月13日、YouTubeで初配信を行った[5][7]。デビュー配信の同時接続者数は45,000人を記録した。
  - 10月22日、YouTubeのチャンネル登録者数が100万人を突破した[8][5]。これは、バーチャルYouTuberの中では当時最速の記録で[5]、キズナアイ、輝夜月に次ぐ3人目・4チャンネル目の達成者となった[8]。

- 2021年
  - 1月18日、YouTubeチャンネル登録者数が200万人を突破[9]。
  - 5月7日、新衣装お披露目配信。生放送の同時接続数19万を記録する[10]。
  - 7月1日、YouTubeのチャンネル登録者数が297万人を突破。バーチャルYouTuberの公式チャンネルとしては、キズナアイの「A.I.Channel」を抜いて登録者数世界一となる[11][5]。
  - 7月4日、YouTubeのチャンネル登録者数が300万人を突破した[5]。バーチャルYouTuberとしては史上初となる[12]。
  - 12月12日、パーティ衣装お披露目配信を実施[13]。

- 2022年
  - 6月16日、YouTubeのチャンネル登録者数が400万人を突破した[5]。

- 2023年
  - 2月13日、東京都により「東京観光大使」に任命された[14]。

- 2025年
  - 4月16日、自身のチャンネルで、5月1日に卒業することを発表した[15][16]。
  - 5月1日、卒業配信を実施し、活動を終了した[17]。

## 主な出演

### ライブ
- 湊あくあ ワンマンライブ2022「あくあ色 in わんだ〜☆らんど♪」（2022年1月28日、豊洲PIT・SPWN） - ゲスト出演[18][19]
- 「hololive English 1st Concert -Connect the World-」Supported by Bushiroad（2023年7月2日、en:YouTube Theater）」[20][21]
- 「hololive English 2nd Concert -Breaking Dimensions-」（2024年8月24日 - 8月25日、KINGS THEATRE）[22][21]

#### ホロライブ全体ライブ
- 「hololive 3rd fes. Link Your Wish Supported By ヴァイスシュヴァルツ」Day1（2022年3月19日、幕張メッセ）[23]
- 「hololive 4th fes. Our Bright Parade Supported By Bushiroad」DAY2（2023年3月19日、幕張メッセ）[24]
- 「hololive 5th fes. Capture the Moment Supported By Bushiroad」（2024年3月16日 - 3月17日、幕張メッセ）[25][26]
- 「hololive 6th fes. Color Rise Harmony」DAY2（2025年3月9日、幕張メッセ）[27]

### イベント
- 「HOLOLIVE EN 2021 VTUBER TOUR」[28]
  - en:Fan Expo Dallas（2021年9月17日 - 9月19日）[28]
  - en:Fan Expo Canada（2021年10月22日 - 10月24日）[28][29]

### テレビ番組
- エンタテ!区〜テレビが知らないe世界〜（2021年8月26日、RKB毎日放送）[30]

### 書籍
- 塗田一帆『ホロリスニング ホロライブEnglish -Myth- と学ぶ不思議な世界の英会話！』一迅社、2023年9月29日。ISBN 9784758018289。[31][32]

## タイアップ
- 「ホロライブ神田祭2023」（2023年5月） - 神田祭、アトレ秋葉原とのコラボイベント[33]。
- 「hololive night」（2024年7月5日） - ドジャースとのコラボレーション企画に参加した[34]。

## ディスコグラフィ
○主な出典：hololive（ホロライブ）公式サイト

### がうる・ぐら / Gawr Gura
| 発売日         | タイトル                | 品番     | 出典   |
| -------------- | ----------------------- | -------- | ------ |
| 2021年6月22日  | REFLECT                 | CVRD-048 | [ 35 ] |
| 2023年11月26日 | Tokyo Wabi-Sabi Lullaby | CVRD-360 | [ 36 ] |

### hololive English -Myth-
| 発売日        | タイトル                                   | 品番     | 出典   |
| ------------- | ------------------------------------------ | -------- | ------ |
| 2022年1月14日 | Journey Like a Thousand Years 〜千年の旅〜 | CVRD-113 | [ 37 ] |
| 2022年10月1日 | Non-Fiction                                | CVRD-220 | [ 38 ] |
| 2024年1月11日 | ReUnion                                    | CVRD-385 | [ 39 ] |
| 2024年9月16日 | The Show Goes On!                          | CVRD-471 | [ 40 ] |

| 発売日        | タイトル                                                | 品番     | 出典   |
| ------------- | ------------------------------------------------------- | -------- | ------ |
| 2021年3月14日 | Hololive English -Myth- Image Soundtrack (ft. Camellia) | CVRD-036 | [ 41 ] |

### hololive EN / hololive English
| 発売日         | タイトル            | 品番     | 出典   |
| -------------- | ------------------- | -------- | ------ |
| 2023年6月17日  | Connect the World   | CVRD-299 | [ 42 ] |
| 2024年8月15日  | Breaking Dimensions | CVRD-448 | [ 43 ] |
| 2024年12月27日 | Odyssey             | CVRD-514 | [ 44 ] |

### UMISEA
| 発売日        | タイトル                       | 品番     | 出典   |
| ------------- | ------------------------------ | -------- | ------ |
| 2021年9月19日 | 浸食!! 地球全域全おーしゃん    | CVRD-077 | [ 45 ] |
| 2022年8月29日 | りゅーーっときてきゅーーっ!!!  | CVRD-205 | [ 46 ] |
| 2023年5月3日  | うみシーのさちハピ！           | CVRD-286 | [ 47 ] |
| 2023年8月14日 | おーしゃんうぇーぶ・Party☆らぃ | CVRD-318 | [ 48 ] |

### hololive IDOL PROJECT
| 発売日        | タイトル                                            | 品番     | 出典   |
| ------------- | --------------------------------------------------- | -------- | ------ |
| 2023年7月2日  | 青春アーカイブ                                      | CVRD-303 | [ 49 ] |
| 2024年3月15日 | ホロライブ言えるかな？hololive SUPER EXPO 2024 ver. | CVRD-406 | [ 50 ] |

### その他の参加作品
| 発売日         | タイトル  | アーティスト                        | 品番     | 出典          |
| -------------- | --------- | ----------------------------------- | -------- | ------------- |
| 2022年2月5日   | Q         | Mori Calliope、Gawr Gura            | CVRD-126 | [ 51 ]        |
| 2023年11月13日 | SHINKIRO  | GuraMarine（宝鐘マリン、Gawr Gura） | CVRD-351 | [ 52 ] [ 53 ] |
| 2025年4月25日  | Ash Again | Gawr Gura & Casey Edwards           | CVRD-566 | [ 54 ]        |

| 発売日        | タイトル                     | アーティスト          | 品番      | 出典   |
| ------------- | ---------------------------- | --------------------- | --------- | ------ |
| 2022年3月20日 | UnAlive                      | Mori Calliope         | CVRD-140  | [ 55 ] |
| 2024年2月27日 | ほろはにヶ丘高校 -Originals- | hololive × HoneyWorks | HLP-10003 | [ 56 ] |